# Abashiri
Abashiri (jap. 網走市, -shi) ist eine Stadt und der Verwaltungssitz der Unterpräfektur Okhotsk an der Nordostküste der Insel Hokkaidō.
Bekannt ist Abashiri vor allem wegen ihres Gefängnisses für politische Gefangene aus der Meiji-Zeit. Heute steht an der Stelle nur noch ein Museum, das alte Gefängnis wurde durch einen neuen Hochsicherheitstrakt ersetzt.

## Geographie
Abashiri liegt am Ochotskischen Meer im Osten der Unterpräfektur Okhotsk. Sie befindet sich etwa 50 km östlich von Kitami. Unmittelbar südwestlich der Stadt liegt der 33 km2 große Abashiri-See (japanisch Abashiri-Ko).

### Klima
Wegen seiner Lage weist Abashiri nach der Köppen-Geiger-Klassifikation ein sehr kühles gemäßigtes Kontinentalklima auf, wobei im Winter teilweise meterhoher Schnee fällt.

## Geschichte
Stadtgründung war im März 1872.

## Verkehr
Der Bahnhof Abashiri ist die Endstation der Sekihoku-Hauptlinie und der Senmō-Hauptlinie von JR Hokkaido; Züge verkehren nach Asahikawa und Kushiro (釧路). Die Stadt ist über die Nationalstraßen 39, 238, 244 und 334 erreichbar.

## Wirtschaft
Die Stadt ist darüber hinaus ein bedeutender Verkehrsknotenpunkt und eine wichtige Hafenstadt. Der Hauptwirtschaftszweig ist die Fischerei.

## Städtepartnerschaften
- Port Alberni, British Columbia, Kanada

## Söhne und Töchter der Stadt
- Norio Nagayama (1949–1997), Mörder und Schriftsteller
- Madoka Natsumi (* 1978), Skilangläuferin
- Akio Ōta (* 1984), Eisschnellläufer

## Eponyme
Der am 7. September 1989 entdeckte Asteroid (4263) Abashiri trägt den Namen der Stadt.

## Angrenzende Städte und Gemeinden
- Kitami
- Koshimizu
- Ōzora